# 色丹島

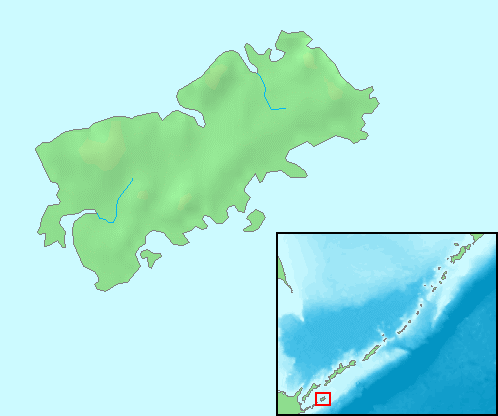
色丹島の位置

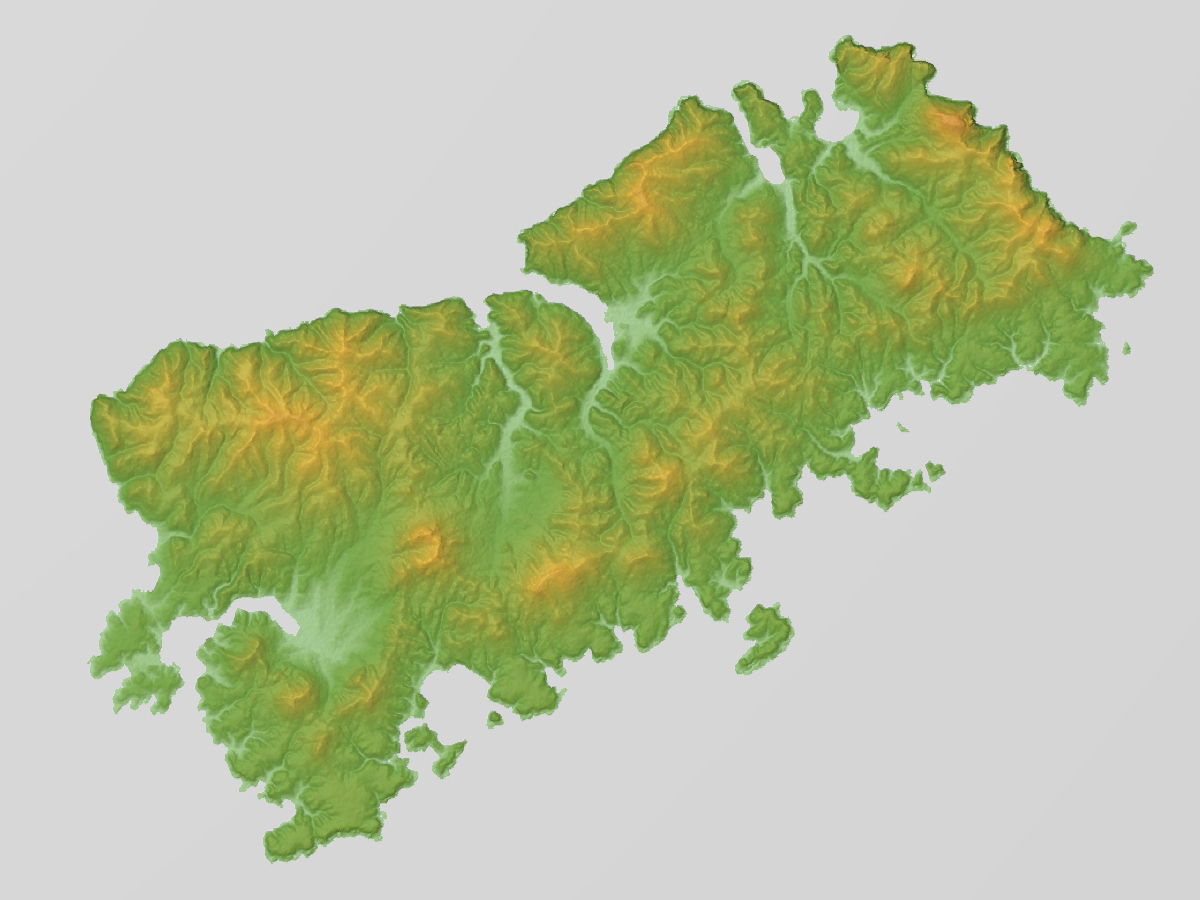
色丹島の地形図

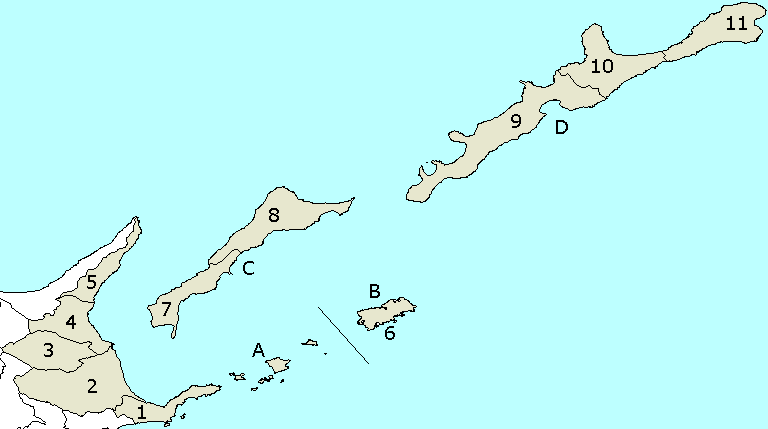
A.歯舞群島（歯舞諸島）、B.色丹島、C.国後島、D.択捉島
6.色丹村、7.泊村、8.留夜別村、9.留別村、10.紗那村、11.蘂取村

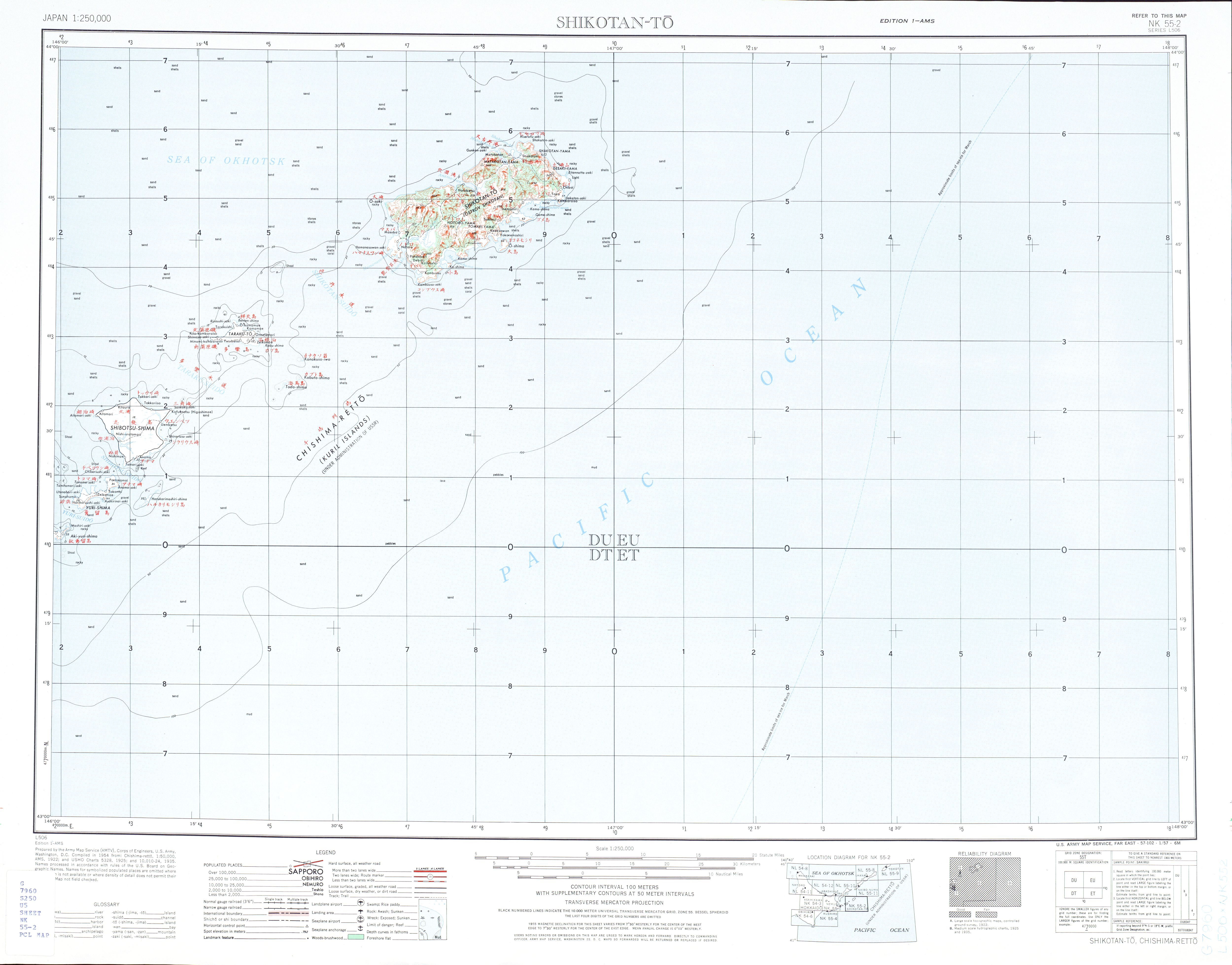
昭和29年の色丹島（大島と）・歯舞群島（多楽島・海馬島・志発島・春苅茂尻島・勇留島・秋勇留島）

色丹島（しこたんとう）は、北海道根室半島の東に位置する島である。島名はアイヌ語の「シ・コタン」（大きな村）に由来する。古くは「斜古丹」「支古丹」とも表記された。ロシアによる実効支配が続く北方領土のひとつである。ロシア語名はシコタン（Шикотан）。

## 概要

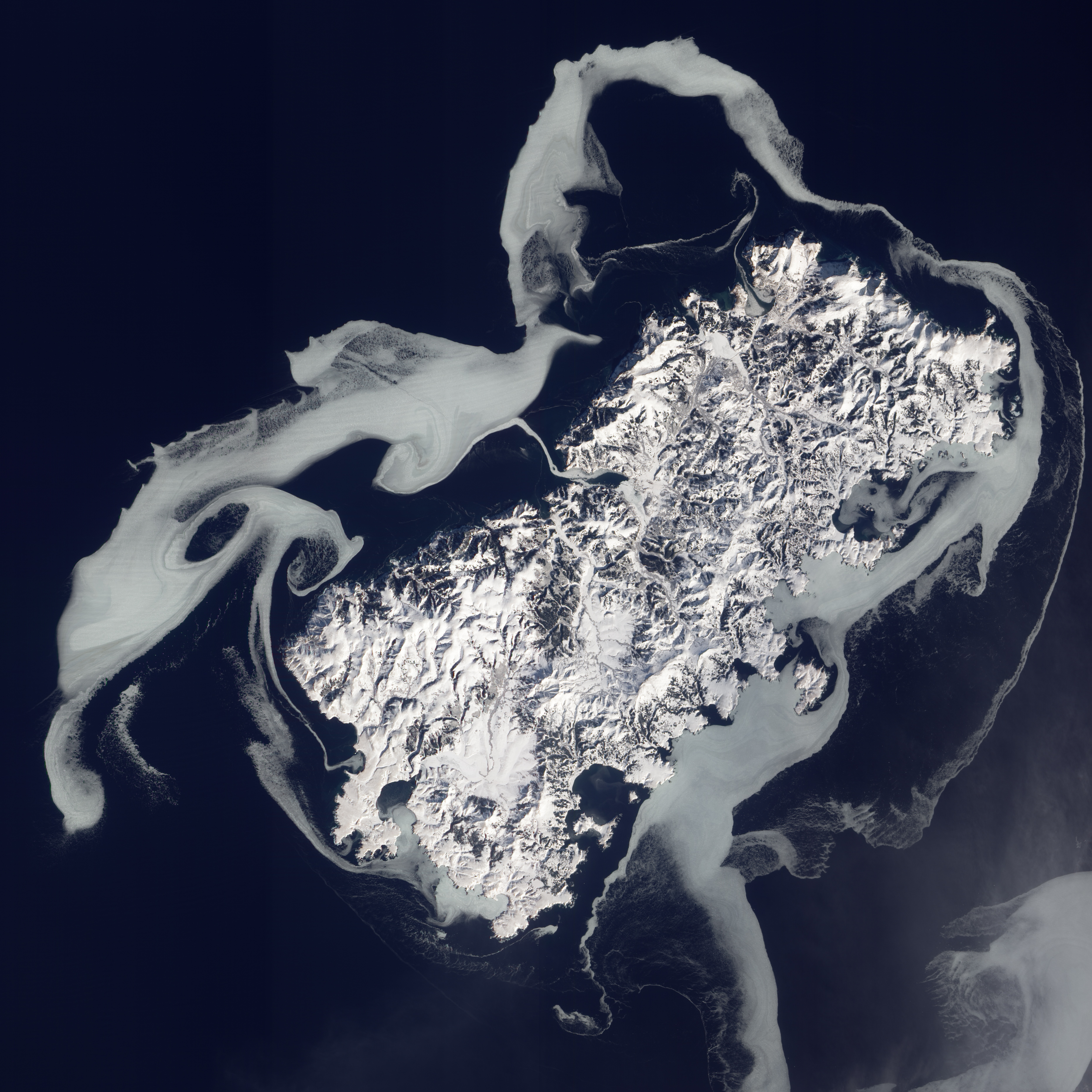
海氷に囲まれた冬の色丹島

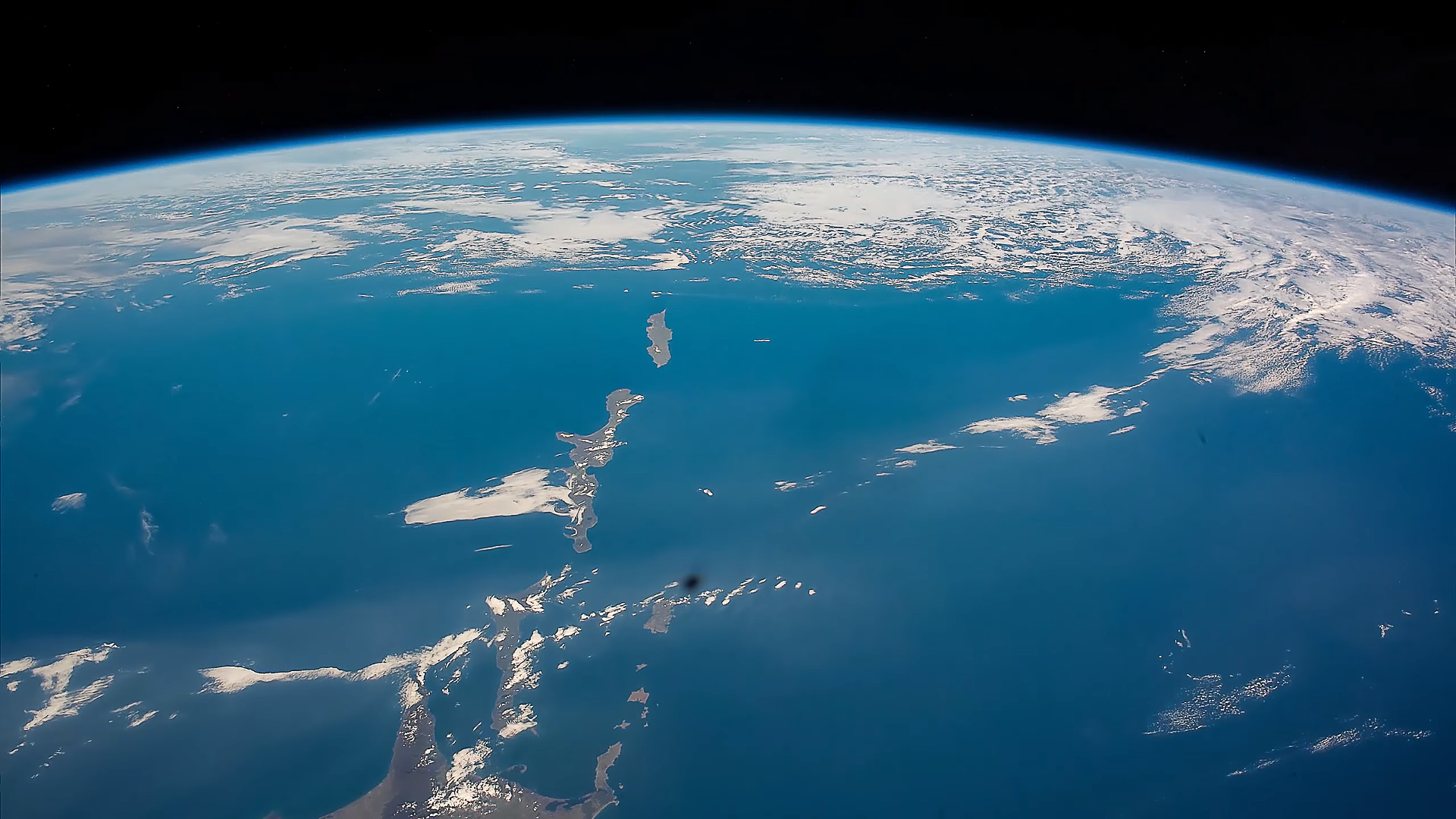
国際宇宙ステーションから見た歯舞群島、色丹島、国後島、択捉島、得撫島

納沙布岬の北東約75キロメートルの地点にあり、413メートルの斜古丹山を中心に島全体が比較的なだらかな丘陵になっている。カラマツの近縁種であるグイマツや、ウルップソウなどの高山植物に恵まれた自然の宝庫でもあり、湖沼も多い。地質構造的には歯舞群島とともに根室半島の延長が部分的に陥没したものとされ、地形や植生なども根室半島に似ている。海岸線は西北岸は断崖であるのに対し、東南岸は変化に富み、船の接岸が可能な場所は20か所以上に及ぶが、松が浜を除いては港として機能しなかった。村役場が置かれた場所は北東部の斜古丹湾岸で、学校や駅逓、郵便取扱所も設けられ、斜古丹という名の集落をなしていた。島の南北両岸には天然の良港が多く、捕鯨やコンブ、サケ漁などの漁業が主産業であった。
2016年（平成28年）時点での人口は2,917人である。ソ連による実効支配以降の集落は大きく分けて2か所あり、最大集落である斜古丹（ロシア語地名：マロクリリスク〈Малокурильск, Malokurilsk＝「小千島の町」の意〉）と、穴澗（あなま ロシア語地名：クラバザヴォーツク〈Крабозаводск, Krabozavodsk＝「カニ工場の町」の意〉）である。2か所とも島北側沿岸の湾奥に形成されており、マロクリリスクの人口は1,850人、クラバザヴォーツクの人口は950人となっている（2016年時点）。また、それら以外の斜古丹の西側の入江奥深くにあった集落（能登呂（）、切通（）、相見崎（）、チボイ地区など）はすべて廃村となった。2017年にロシア政府によって島の全域がロシアの経済特区に指定された。関税を非関税にする措置、法人税の3年間の非課税措置の導入が主な内容である。
なお、2016年3月31日現在の日本人の元居住者の人数は360人である。

## 歴史

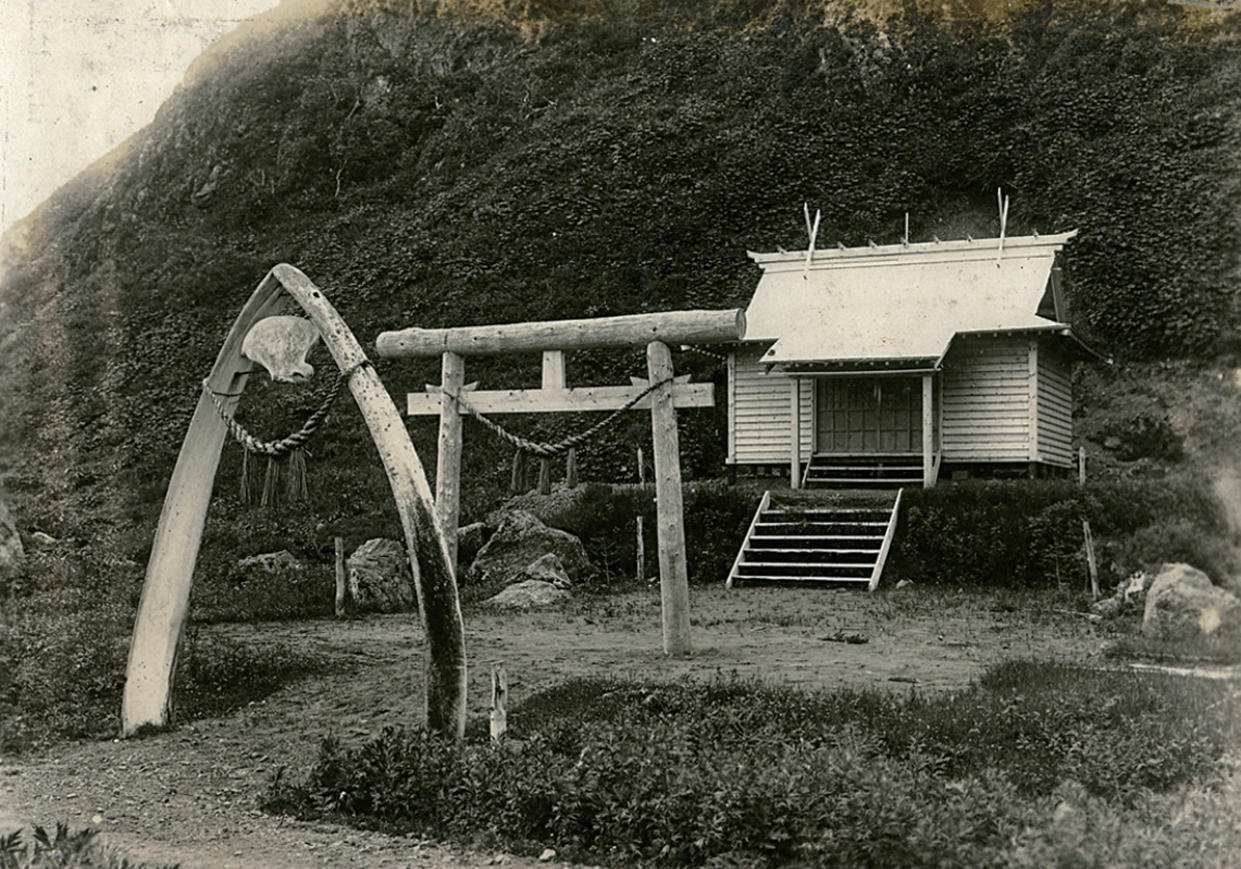
戦前の色丹神社。クジラの顎の骨が鳥居に使われている。

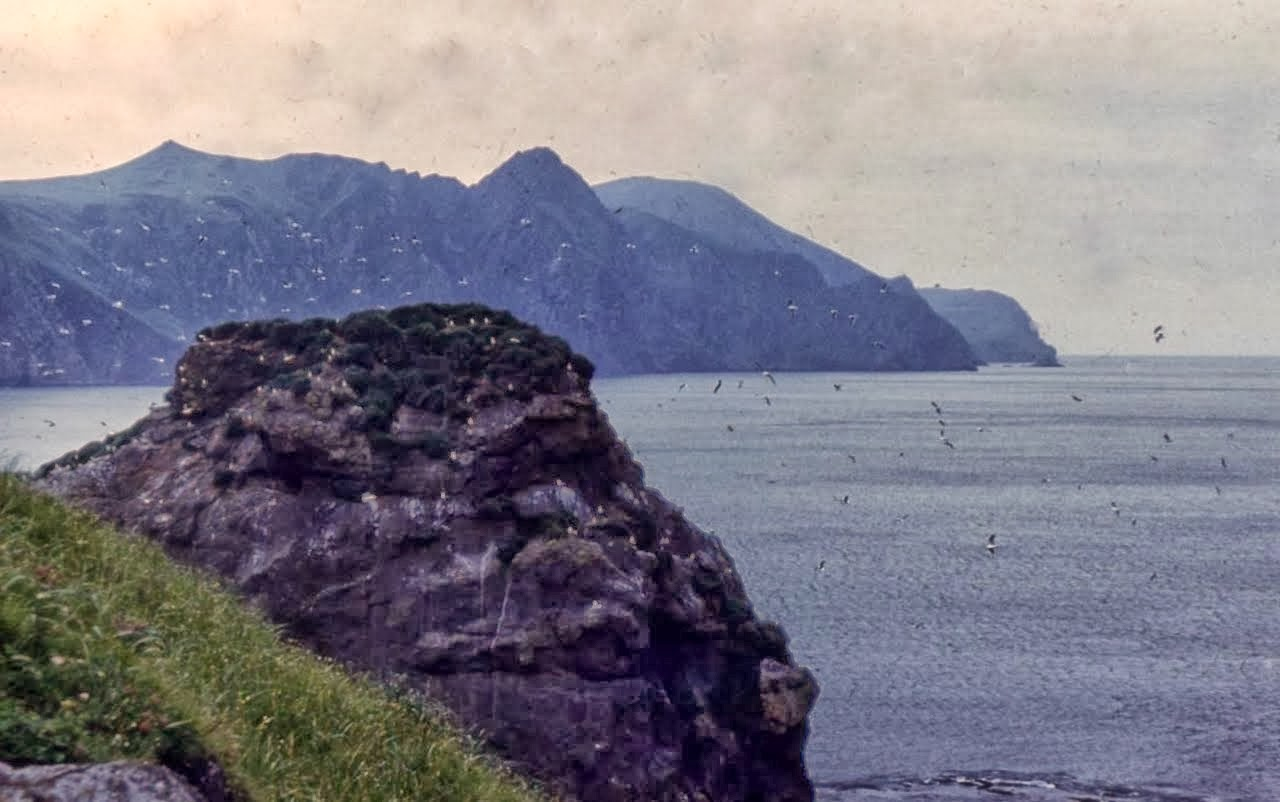
色丹島の風景（1980年）

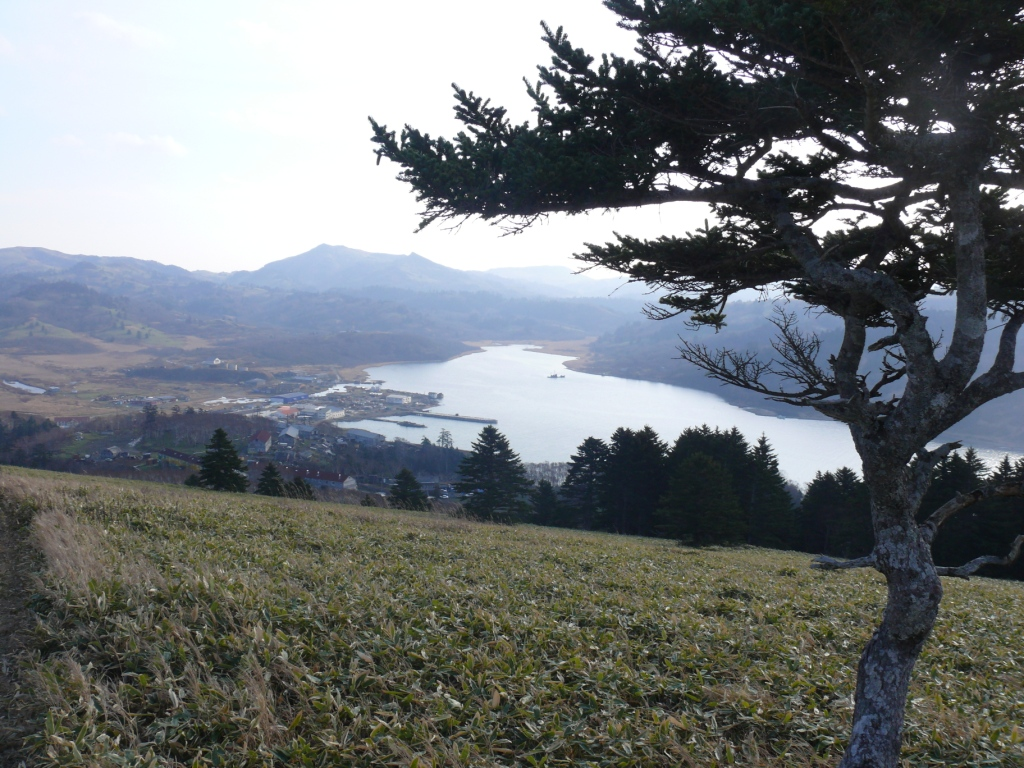
穴澗集落の遠景（2011年）

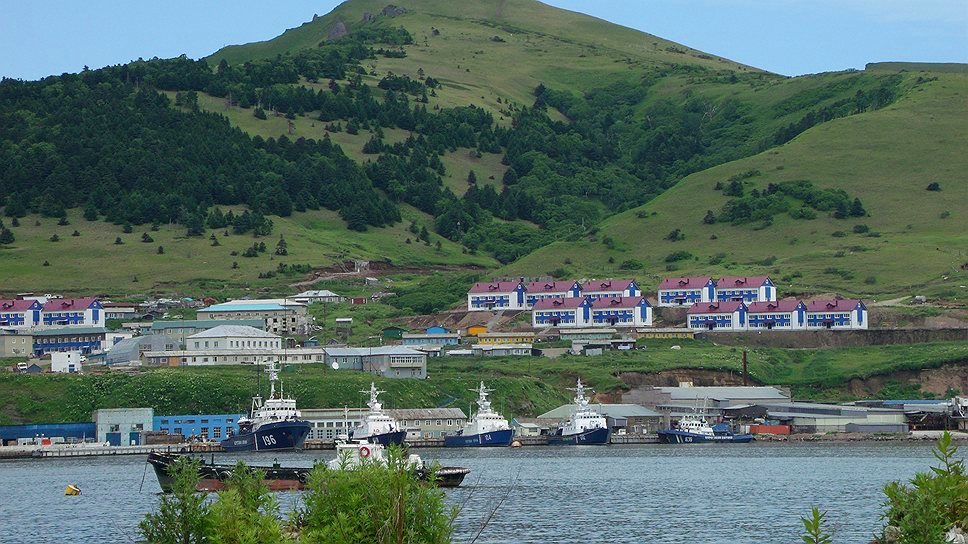
色丹島の中心集落である斜古丹（2015年）

- 1869年（明治2年）9月20日 - 北海道根室国花咲郡の一部となり、開拓使の管轄となる。
- 1870年1月11日（明治2年12月10日） - 増上寺の寺社領となる[7]（北海道の分領支配）。
- 1870年（明治3年）11月3日 - 開拓使の管轄に戻される。
- 1870年（明治3年）11月8日 - 徳島藩筆頭家老である稲田邦植の領地となる[8]。
- 1871年（明治4年）10月4日 - 廃藩置県により開拓使の管轄に戻される。
- 1882年（明治15年）2月8日 - 廃使置県により根室県の管轄となる。
- 1884年（明治17年）7月11日 - 当時無人島であった色丹島に占守郡の千島アイヌ91人を定住させ、斜古丹村が置かれる[9]（『千島巡航日記』）。しかし、慣れない生活と風土のため、千島アイヌの人口が激減した。
- 1885年（明治18年）1月6日 - 根室国花咲郡から千島国色丹郡[10]斜古丹村の所属となり、斜古丹戸長役場が置かれる。
- 1886年（明治19年）1月26日 - 廃県置庁により北海道庁の管轄となる。
- 1892年（明治25年） - 東北地方や北陸地方からの移住がはじまり[1]、斜古丹に小学校が開設される[11]。
- 1914年（大正3年） - 捕鯨会社が相次いで進出（土佐捕鯨株式会社、2年後に東洋捕鯨株式会社）する[3]。
- 1927年（昭和2年） - 基幹道路（斜古丹-能登呂線24キロメートル、斜古丹-稲茂尻線9キロメートル）が開通する。
- 1930年（昭和5年） - 南岸沿いの道路（斜古丹-稲茂尻-能登呂線50キロメートル）が開通し、陸上交通が整備される。
- 1933年（昭和8年）10月 - 斜古丹村が色丹村に改称される。
- 1945年（昭和20年）9月1日 - ソ連軍ヴォストリコフ海軍少佐麾下の部隊600名が斜古丹湾に上陸し、色丹島を占領[12]する。
- 1946年（昭和21年）1月26日 - GHQがSCAPIN-677を指令し、日本の色丹島への施政権が停止される。
- 1946年（昭和21年）2月20日 - ソビエト連邦が自国領編入を宣言する[13]。
- 1947年（昭和22年）5月3日 - 地方自治法の施行により北海道根室支庁の管轄となる。
- 1947年（昭和22年）8月 - 残留していた日本人住民が樺太経由で北海道本土へ強制送還される[6][14]。
- 1956年（昭和31年）10月19日 - 日ソ共同宣言が締結され、平和条約締結後歯舞群島とともに日本に引き渡されることが決定する[15]。
- 1964年（昭和39年）9月8日から9月11日 - 元居住者が稲茂尻墓地と斜古丹墓地に墓参する[16]。
- 1991年（平成3年）12月 - ソビエト連邦の崩壊。ロシア連邦が不法占拠を継承する。
- 1992年（平成4年）2月 - 北方四島交流事業（ビザなし交流）が開始される[6]。
- 1994年（平成6年）10月4日 - 北海道東方沖地震により被害を受ける。
- 2010年（平成22年）4月1日 - 根室支庁が廃止され、根室振興局の管轄となる[17]。
- 2014年（平成26年）12月 - 南クリル地区中央病院色丹分院が開院する[18]。
- 2016年（平成28年）5月 - ロシア政府が色丹島を含む北方領土の土地無償分与を開始する[19]。
- 2017年（平成29年）8月 - ロシア政府が経済特区に指定する。関税、法人税の免税措置の導入。
- 2018年（平成30年）3月 - 米国キャタピラー社が発電所事業に参画。
- 2025年（令和7年）7月4日 - 斜古丹のロシア正教会の教会が火災により焼失[20]。

日本政府が返還を要求している北方四島のひとつであり、日本の行政区分では、千島国ならびに北海道根室振興局（旧根室支庁）管内の色丹郡色丹村に所属することになっている。なお、1885年（明治18年）1月6日の千島国への移譲ならびに色丹郡の設置まで根室国花咲郡の一部であったことや、歯舞群島とともに根室半島の延長部と看做されることもあって、色丹島を千島列島に含むか否かについては見解が分かれている。
1946年（昭和21年）1月26日以来、2017年現在も日本の施政権は及んでおらず、現在までロシア連邦の実効支配下にある。ロシアの行政区分では、国後島に本庁があるサハリン州南クリル管区に属する。戦後、ロシアが歯舞群島とあわせて「小千島列島」（マラヤ・クリルスカヤ・グリャダМалая Курильская гряда）と呼ぶようになった列島最大の島でもある。面積は255.12km2で、日本では13番目の大きさを持つ島である。
なお、色丹島は1956年（昭和31年）に締結された日ソ共同宣言において、平和条約締結後には歯舞群島とともに日本に引き渡されることが取り決められている。ソ連崩壊後、色丹島の経済は破綻し、1994年（平成6年）10月4日に発生した北海道東方沖地震ではインフラ設備が潰滅的な被害を受けたため、地震前の人口の半数近くにあたる約3,000人が色丹島を離れている。その後もインフラ復旧は進まず、2000年（平成12年）に北海道新聞が色丹島島民100人に対して実施したアンケート調査では、46％の島民が色丹島を日本に引き渡すことに賛成した。しかし、2000年代後半に入ってからロシア政府がインフラ整備を進めた影響で、2019年現在では色丹島の日本への引き渡しに対して否定的な意見が多い。
当該地域の領有権に関する詳細は千島列島および北方領土の項目を、現状に関してはサハリン州の項目を参照。

## 産業
漁業が主で、択捉島で大きく成功したギドロストロイ社が水産加工施設オストロブノイを買収した。しかし、2016年（平成28年）4月に労働者への給料未払いが発覚し、ウラジーミル・プーチン大統領はテレビを通じて謝罪した。さらに5月には、オストロブノイ社は経営破綻に陥り、裁判所の管理下に置かれた。その後、樺太（サハリン）の水産会社KUK社が資金を投入し、救済に乗り出している。10億ルーブル以上に及ぶ債務の解消に目途が立ち、今後は工場の建て替え、新たな船舶の購入、加工する水産物の種類を増やすことなどが検討されている。
日本本土と近いことから、国境経済が成長するポテンシャルをもち、ソ連崩壊直後の1992年には、香港人企業家がサハリン州政府から50年の期限でこの島の土地278ヘクタールを租借し、主に日本人向けのカジノリゾートを作ろうとした。しかし、日本政府がこの計画を進めた香港企業カールソン・アンド・カプラン社に計画中止を求めたことなどから、取りやめとなった。
2017年、ロシア政府の経済特区指定に伴い、2018年米国キャタピラー (企業)による発電所事業、オーストラリア、韓国の企業進出が始まった。
また、ロシアにとっては国境最前線の島という認識があるため、斜古丹には国境警備隊の大きな軍港があり、穴澗には拿捕された日本漁船員の収容所が設けられている。

## 交通アクセス
樺太（サハリン）の大泊港（コルサコフ港）～斜古丹港を、サハリンクリル海運の船が3月から12月までの間週2便で結んでいる。ロシアのビザと色丹島に有効な通行許可証があれば、日本人はじめ外国人の乗船もできる。斜古丹港は深いので、国後島や択捉島の諸港と異なり、船は艀なしで直接港に横付けされる。
ただし、日本のビザなし交流団は、斜古丹港にある国境警備隊基地の機密保持のため、穴澗港から上陸している。穴澗港も直接船が横付けできるほどの深度があるものの、近年は穴澗の水産加工場の廃液によるヘドロの堆積が著しいため、上陸には艀が使用されている。
2016年（平成28年）12月9日、アヴィアシェリフ社により国後島のメンデレーエフ空港と択捉島のヤースヌイ空港間に、ミル8型ヘリコプターによる定期便が運航を開始した。

## 千島アイヌの強制移住
1884年（明治17年）に占守島や幌筵島、および中部千島の羅処和島に居住していた千島アイヌの人々が色丹島に強制移住させられた。
これは根室から遠く離れた絶海の孤島では監督も行き届かず、当時、盛んに千島に出没する外国の密猟船に対して便宜を与える恐れがあったことと、千島アイヌは風俗・習慣ともに著しくロシア化していて、ほとんどロシア人と変わることなく、こうした者を国境近くに置くことは、日本の領域を確定するにおいて危険な障害と感じられたためである。移住した千島アイヌに対しては農地が与えられ、また牧畜や漁業も奨励されたが、もともとが漁撈民であった彼らは慣れぬ農耕に疲弊し、多くが病に倒れ命を失った。

## 千島アイヌと日本正教会
千島居住時代にロシア正教会から派遣された宣教師による伝道でハリスチャニン（正教信者）となっていた千島アイヌの人々ために、日本ハリストス正教会は司祭や伝教者（伝教師）を送った。明治時代に日本ハリストス正教会の伝教者であった斎藤東吉が色丹の千島アイヌの信者から聞いた話によると、1885年（明治18年）、日本正教会の神品が初めて色丹島を訪問した時、最初に上陸した根室教会管轄司祭の小松神父を、「根室の学校に通っていて教会を訪れたことのある子どもが正教の神父である」と大人の信者たちに教えたが、小松師が和服姿であったために大人たちは正教の司祭とは信じられず、和人の回し者であろうと怪しんだという。
しかし、後から陸に上がった沢辺悌太郎伝教者（沢辺琢磨の息子、後に司祭に叙聖される）がロシア語で、根室正教会の小松師による巡視であることを伝え、また小松師がニコライ主教からの証明書を提示するに至って、ようやく彼らは正教会神品の来訪であることを理解し、歓喜の声を上げて降福を受け、また機密に与ったという。これが色丹島の聖三者教会の始まりとなった。
色丹島より戻った神品らはただちに千島アイヌ信者の窮状を教団本部に伝え、これを受けたニコライ主教は全国の信者に義捐を呼びかけ、送られてきた金品を色丹の信者らに送った。その後、1893年（明治26年）、羅処和島生まれの千島アイヌ首長ヤコフ・ストロゾフは自らの手で新しい教会堂を建て、信者たちは篤実な信仰生活を続けた。
現在、当然のことながら往時の聖三者教会は消滅し、また司祭を送った根室正教会も衰退したため、根室に居た司祭も1910年（明治43年）より釧路に移転してしまったが、聖三者教会に納められていたイコン（聖像）の一部が中標津郊外の上武佐ハリストス正教会に受け継がれ、千島アイヌの人々が守り続けた正教信仰の灯火を今に伝えている。

## 付随する島
- 大島 (北海道色丹村) ロシア語: Остров Грига 北緯43度45分10秒 東経146度47分57秒
- 小島 (北海道色丹村) ロシア語: Остров Айвазовского 北緯43度43分40秒 東経146度41分39秒
- 鴨島 (北海道色丹村) ロシア語: Девятый Вал (остров) 北緯43度43分59秒 東経146度42分43秒
- ゴメ島 (北海道色丹村) ロシア語: Дальний остров 北緯43度47分26秒 東経146度51分04秒
- グネチコ島 ロシア語: Остров Гнечко 北緯43度48分30秒 東経146度52分06秒
- ロシア語: Остров Капицы 北緯43度49分06秒 東経146度54分41秒
- ロシア語: Средний остров 北緯43度48分00秒 東経146度50分32秒
- ロシア語: Остров Фархутдинова 北緯43度48分28秒 東経146度53分12秒